# Maraîchers (metropolitana di Parigi)
Maraîchers è una stazione della linea 9 della metropolitana di Parigi.

## La stazione
La stazione venne aperta nel 1933 ed è ubicata all'incrocio fra la rue des Pyrénées e la rue d'Avron.
Il nome della stazione deriva dal fatto che le colline di Belleville e di Montreuil, fino al XIX secolo erano coltivate da numerosi orticoltori le cui produzioni più rinomate erano le pesche di Montreuil.
La stazione è stata ristrutturata nel corso del 2006.

## Accessi
La stazione dispone di tre accessi tutti disposti su rue des Pyrénées.

## Interconnessioni
- Bus RATP - 26, 57, 64